# Leona Helmsley
Leona Helmsley, född Leona Mindy Rosenthal 4 juli 1920 i Marbletown i Ulster County i New York, död 20 augusti 2007 i Greenwich i Connecticut, var en amerikansk affärskvinna, hotell- och fastighetsentreprenör, miljardär och en personlighet inom New Yorks societetsliv.
År 1968 inledde Leona Helmsley ett romantiskt förhållande med den då gifte hotell- och fastighetsentreprenören Harry B. Helmsley, en av New Yorks mest framgångsrika affärsmän. Leona Helmsley blev med tiden allt mer involverad i affärerna och verksamheten och de båda gifte sig 1972. Under 1980-talet var Leona Helmsley ett välbekant ansikte inom New Yorks societetsliv. Hennes omtalade okänslighet och hårdhet inom affärer och gentemot personal gjorde att hon ådrog sig öknamnet The Queen of Mean (på svenska "Drottningen av Elakhet"). År 1989 dömdes hon till 19 månaders fängelse för skattebrott (utöver två månaders husarrest), en i raden av de skandaler som följde på 1980-talets ibland skrupelfria affärsliv. År 1997 avled maken och lämnade hela sin omfattande förmögenhet, motsvarande 5 miljarder dollar, till hustrun.